# Ishikozume

L’ishikozume (石子詰め) était une exécution rituelle de l'ancien Japon chez les yamabushi, adeptes du shugendō. Le rituel est constitué d'un enterrement en terre à mi-corps suivi d'une lapidation (mort par cette dernière).